# Čičorka pestrá
Čičorka pestrá (Securigera varia), česky též čičorečka pestrá, patří mezi vytrvalé byliny z čeledi bobovitých a je okrajovou barevnou jetelovinou.

## Synonyma
- Coronilla varia Linné, 1753
- Coronilla pendula Kitaibel, 1863

## Popis

### Vzhled
Čičorka má vystoupavou či poléhavou lodyhu, obvykle 50 až 100 cm dlouhou (výjimečně až 200 cm). Hranatý stonek je dutý, rýhovaný a větvený. Lichozpeřeně dělené listy mají 6 až 12 párů krátce řapíkatých lístků. Květy jsou uspořádané do okolíku a vyrůstající z paždí listů v počtu 10 až 20. Kvete v květnu až září. Plodem je struk. Má hluboký kůlový kořen a odnožuje kořenové výhony.

### Výskyt
Čičorka je rozšířena po celé Evropě s výjimkou Skandinávie a Velké Británie, kam byla jen druhotně zavlečena podobně jako do Severní Ameriky. Dále se vyskytuje v zemích jihovýchodní a střední Asie.
V České republice je čičorka rozšířena od nížin až po podhorské oblasti, ve vyšších polohách se vyskytuje zřídka.

### Stanoviště
Čičorka pestrá se přednostně vyskytuje na výživných a vápencových půdách. Nejčastěji ji můžeme najít na suchých či mírně vlhkých loukách, travnatých stráních, mezích, železničních náspech a na okrajích cest.

## Obsahové látky

### Saponiny
- koronillin

### Kumariny
- pseudokumarin

### Organické kyseliny
- kyselina 3-nitropropionová

## Použití

### Zemědělství
Čičorka pestrá má význam jako doplňková pícnina, obohacující krmivo rostlinnými bílkovinami. Přestože je mírně jedovatá, nejsou dokumentovány otravy u koní, skotu ani ovcí. U monogastrických zvířat může však být ve větším množství nebezpečná. Vysévá se koncem dubna na šířku řádků 12,5 až 25 cm, výsevek okolo 25 kg/ha. Semeno mahagonové barvy je podlouhlé a válečkovité. Výnosy suché hmoty činí v užitkovém roce 9 – 10 t/ha, se spalným teplem 18,896 MJ/kg, průměrný výnos semene je 200 – 300 kg/ha.
Čičorka pestrá obsahuje přibližně 28 % vlákniny, 23 % dusíkatých látek, 8 – 9 % popele, 3 % tuku a okolo 37 % bezdusíkatých látek z absolutní sušiny. Porost lze využívat až čtyři užitkové roky.

### Energetika
Mimo pícninářství může být využita jako energetická bylina.

### Léčitelství
V minulosti se sušená nať čičorky Herba coronillae variae používala jako kardiotonikum vzhledem k obsahu koronillinu.

## Taxonomická poznámka
Čičorka pestrá byla v roce 1989 přeřazena z rodu Coronilla Linné, 1753 do rodu Securigera de Candolle, 1805. Toto nové taxonomické zařazení je v současnosti běžně akceptováno. V české botanické nomenklatuře se po nějaký čas používalo původní rodové jméno čičorka i pro rod Securidaca (např. v Klíči ke květeně ČR), v roce 2012 se v Botanickém slovníku k odlišení objevuje nové české rodové jméno čičorečka.